# Sauce graine

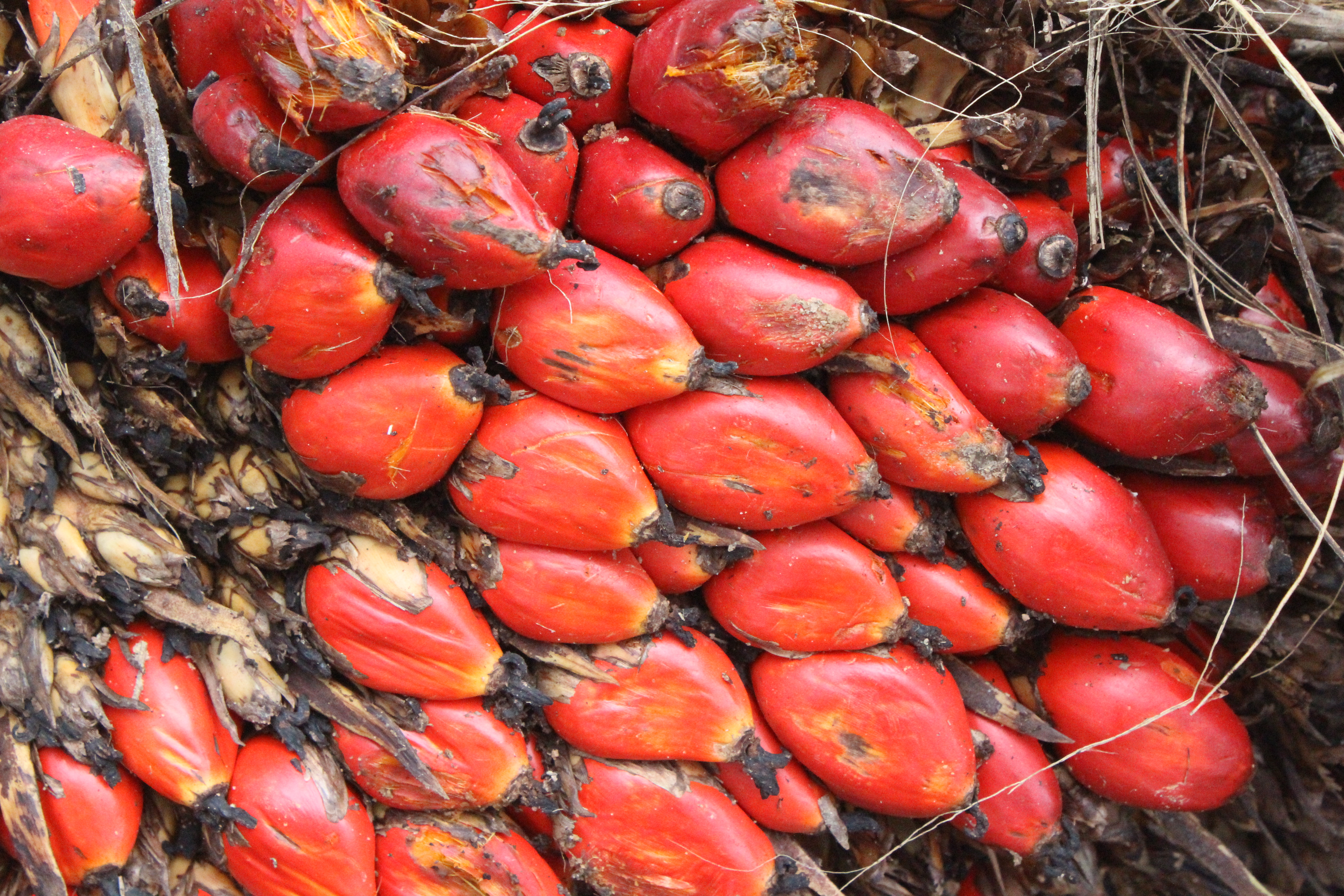
Graines de palmier utilisées pour faire la sauce.

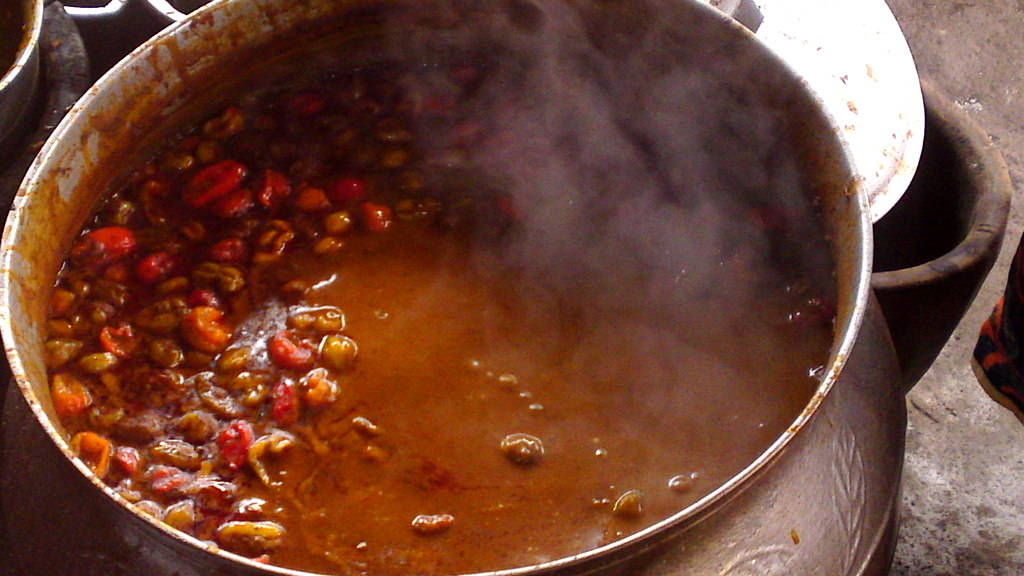
Cuisson de la sauce.

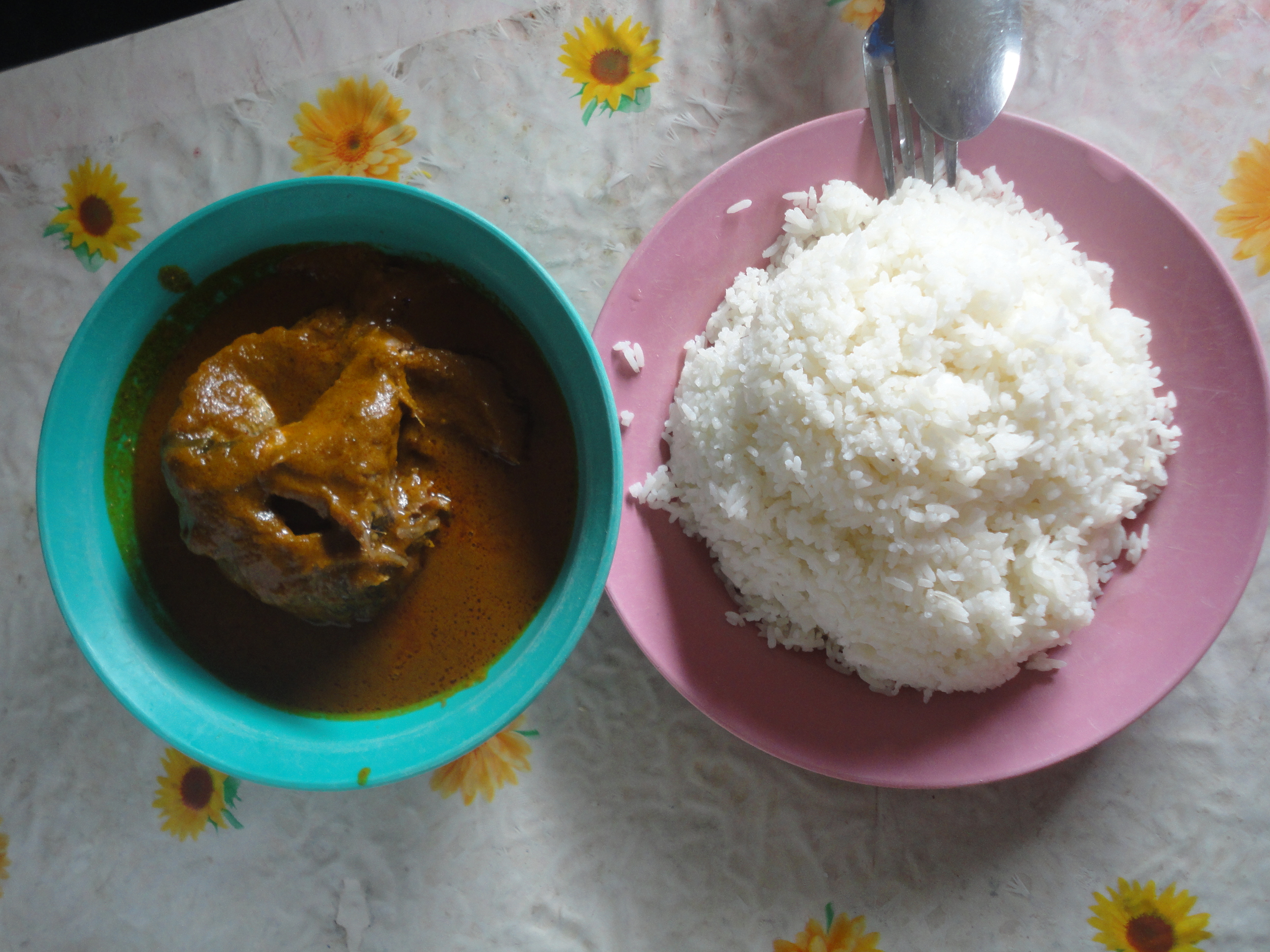
Sauce graine accompagnée de riz.

La sauce graine ( en Côte d’Ivoire ) est une sauce rouge préparée à partir de la pulpe du fruit du palmier à huile.
Elle accompagne, en Afrique de l'Ouest, les plats de poisson ou de viande. Elle est mangée soit avec la pâte blanche soit avec le riz. Elle s'apparente à la moambe du Congo, à la banga soup nigériane et au nyembwe du Gabon, au Nsugui chez les Bassas au Cameroun.